# Sanctuaire de la Vérité
Le Sanctuaire de la Vérité (thaï : ปราสาทสัจธรรม, parfois surnommé le temple en teck) est un bâtiment inachevé à Pattaya, amphoe Bang Lamung en Thaïlande, hybride entre le temple et le palais, inspiré par la période Ayutthaya et le syncrétisme entre les mythologies bouddhistes, chinoises et hindoues, avec des influences chinoises, indiennes, khmères et thaïlandaises. Il a été conçu par l'homme d'affaires thaïlandais Lek Viriyaphan dans le style Ayutthaya. Le bâtiment est notamment construit entièrement en bois, plus précisément en Xylia xylocarpa (en), Hopea odorata, Erythrophleum succirubrum (en) et du teck, et il ne contient que des idoles et des sculptures sculptées en bois.  

## Situation

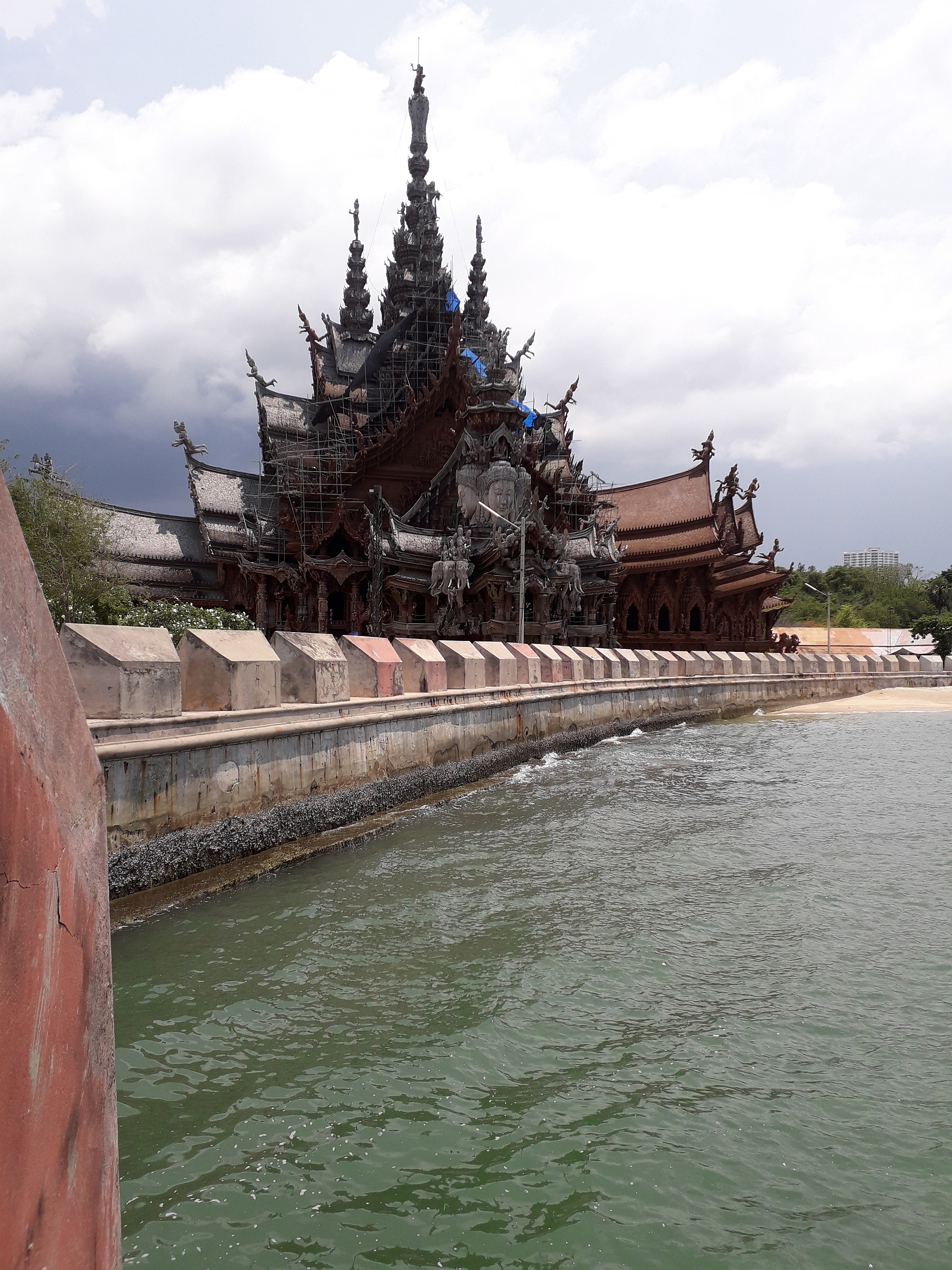

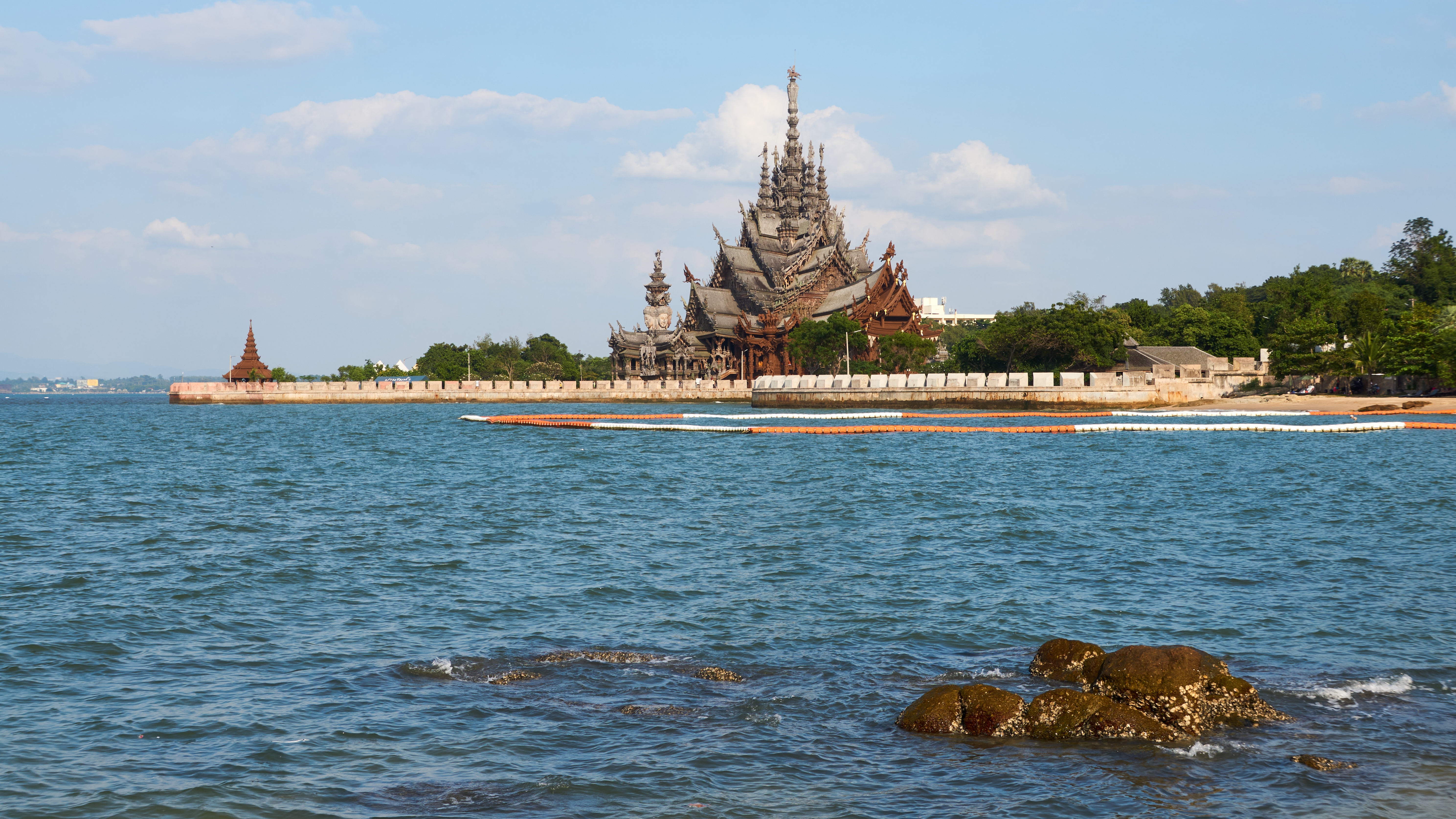

Situé directement au bord de la mer sur un terrain de 13 hectares, le temple abrite un espace intérieur de 2 115 m2, la flèche la plus haute atteignant 105 m.

## Histoire
Ouvert en 1981 par Lek Viriyaphan en réaction à la Guerre froide et dans l'intention de « présenter un lieu où se regrouperait un concentré de religiosité, de philosophie et d’art symbolisant la pensée et la sagesse de l’Asie », il devrait être achevé en 2025 (les visiteurs sont autorisés à entrer avec des casques de protection).

## Galerie

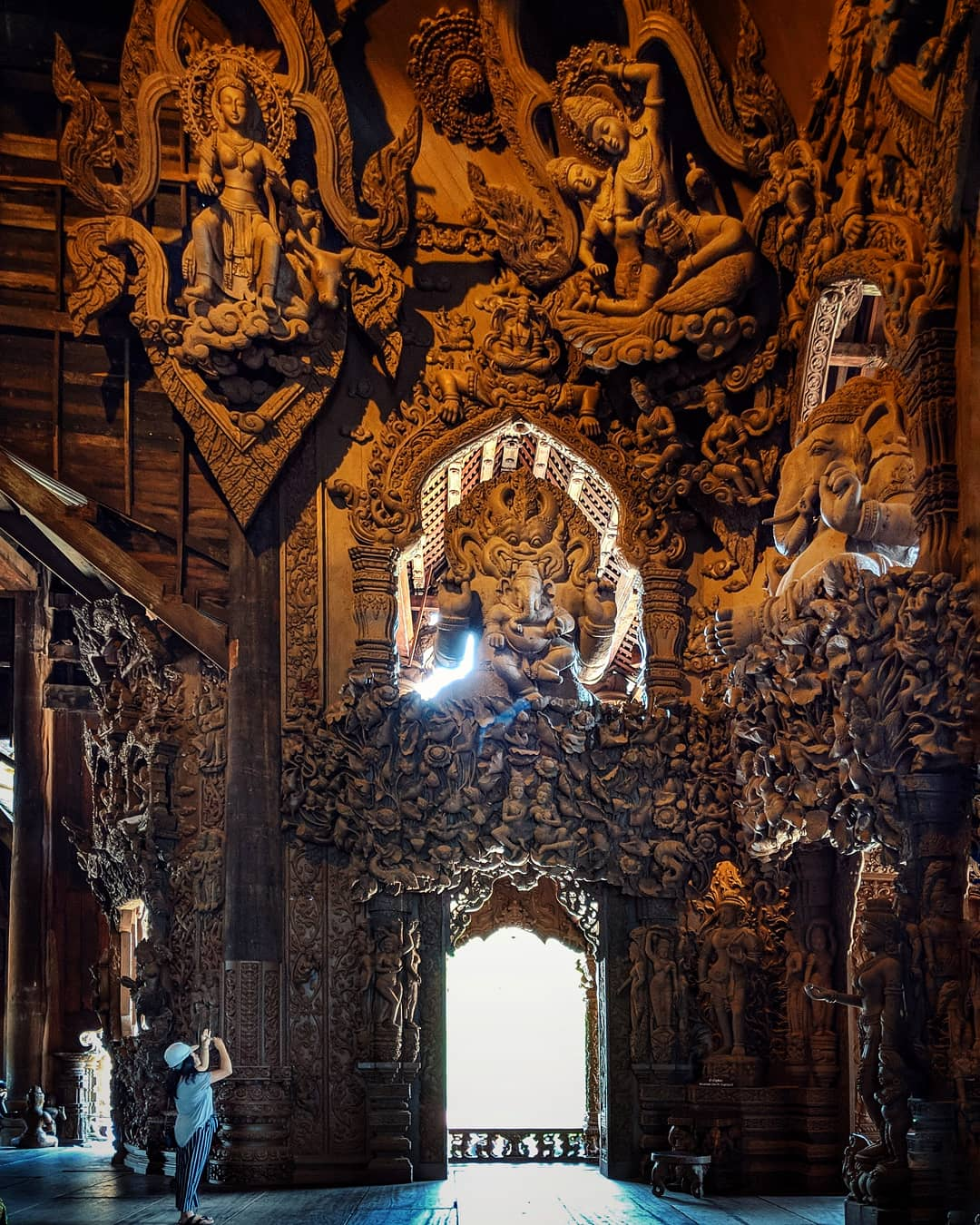
Le lieu n'étant pas encore achevé, les visiteurs doivent porter des casques de protection

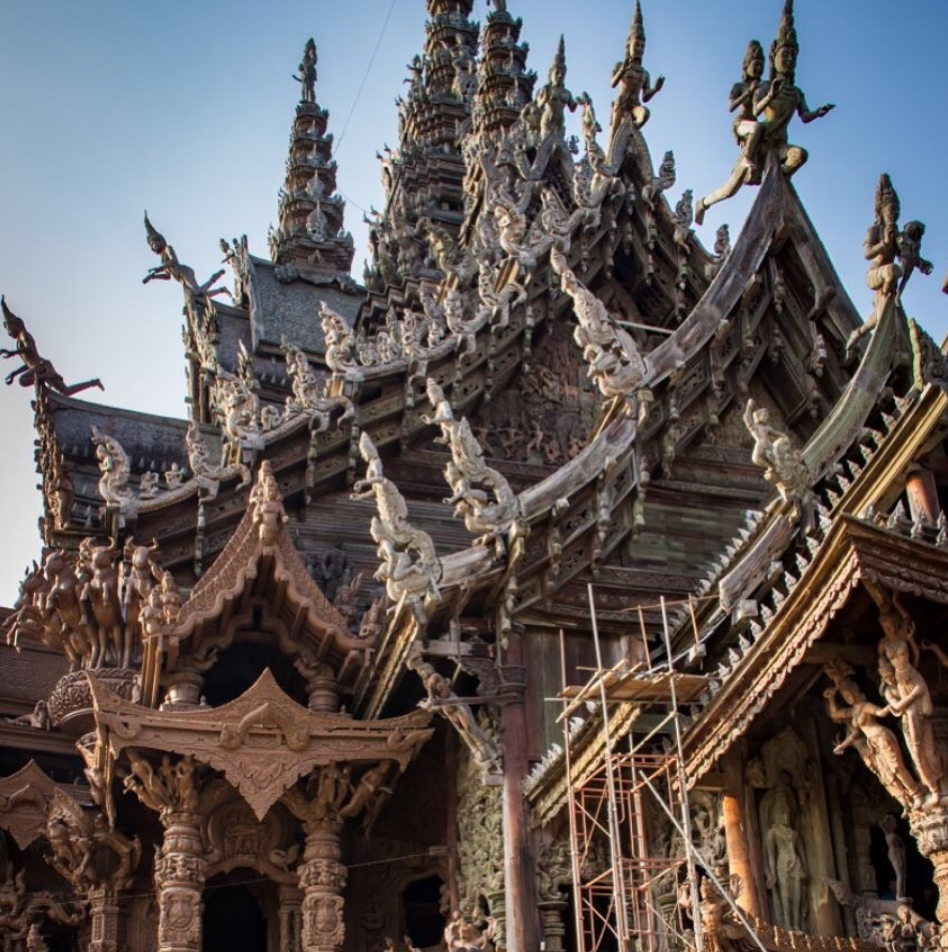
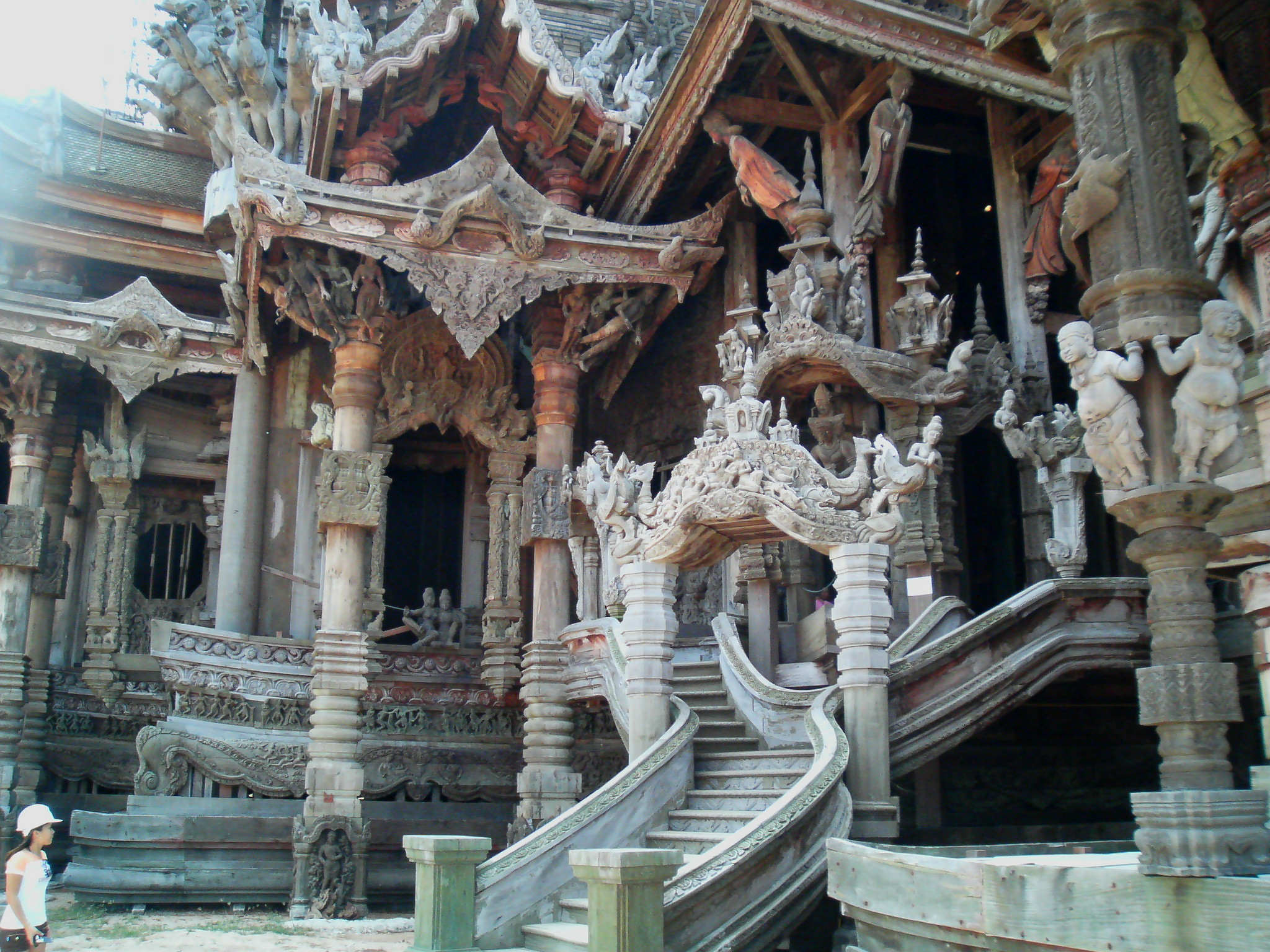

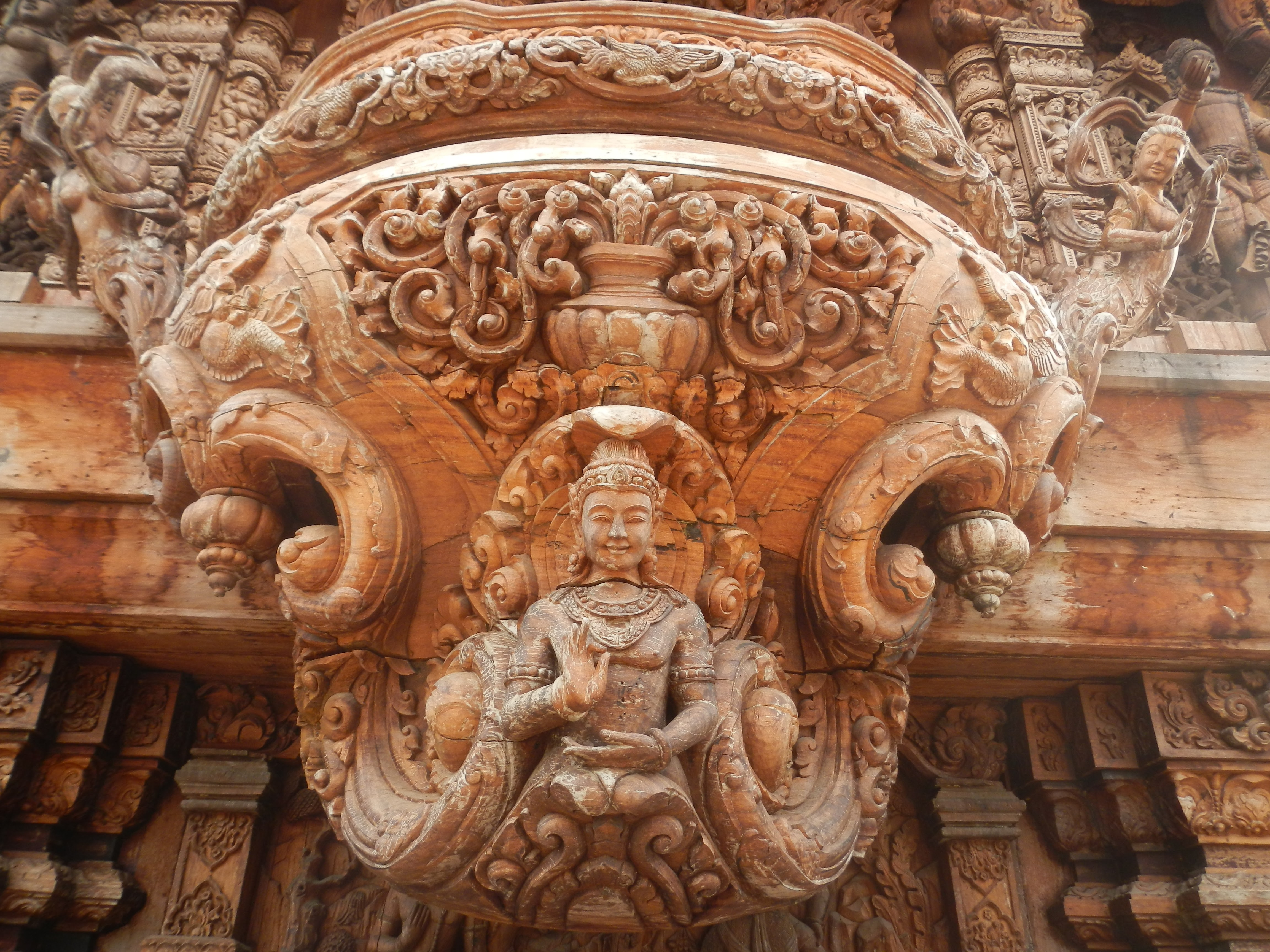
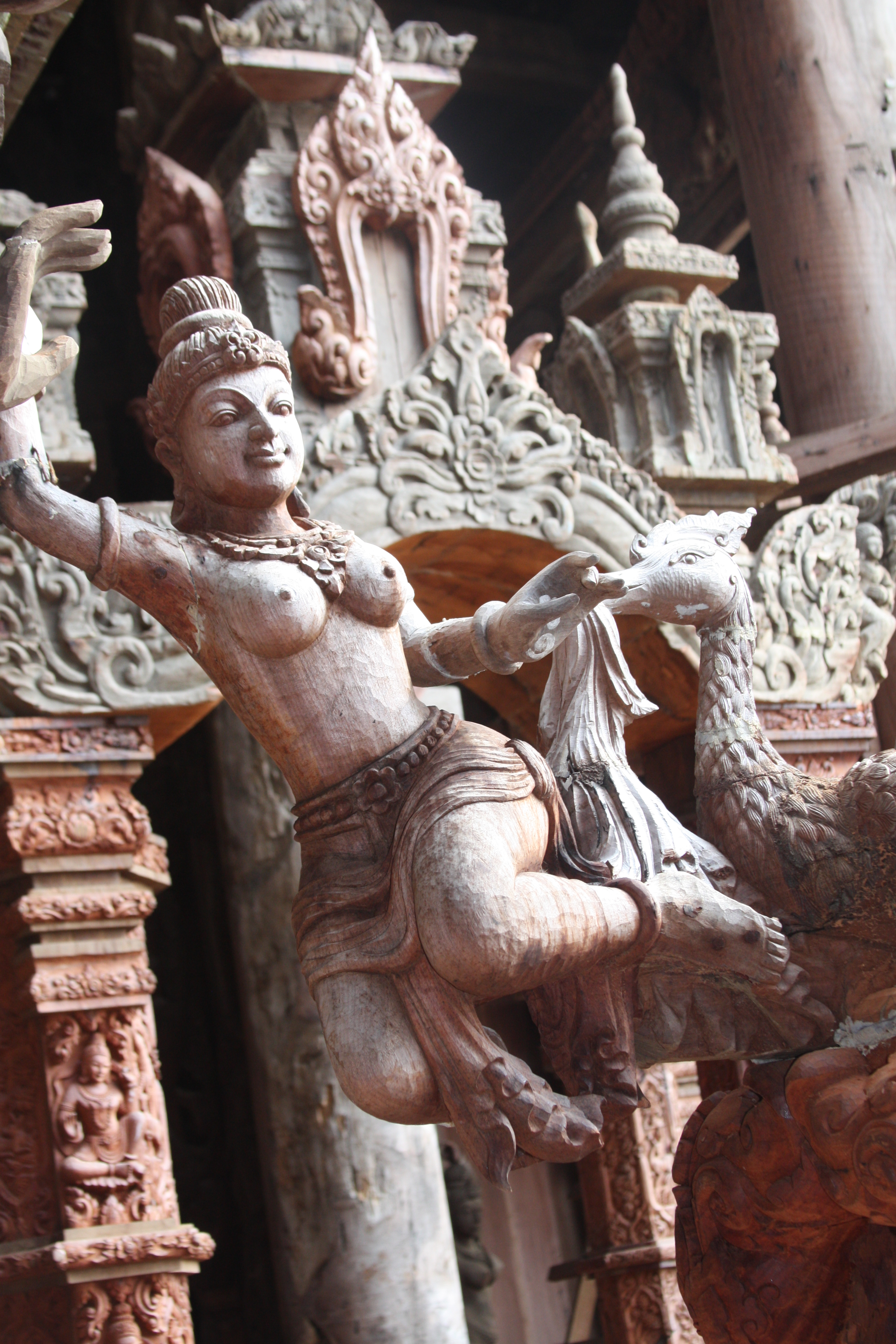
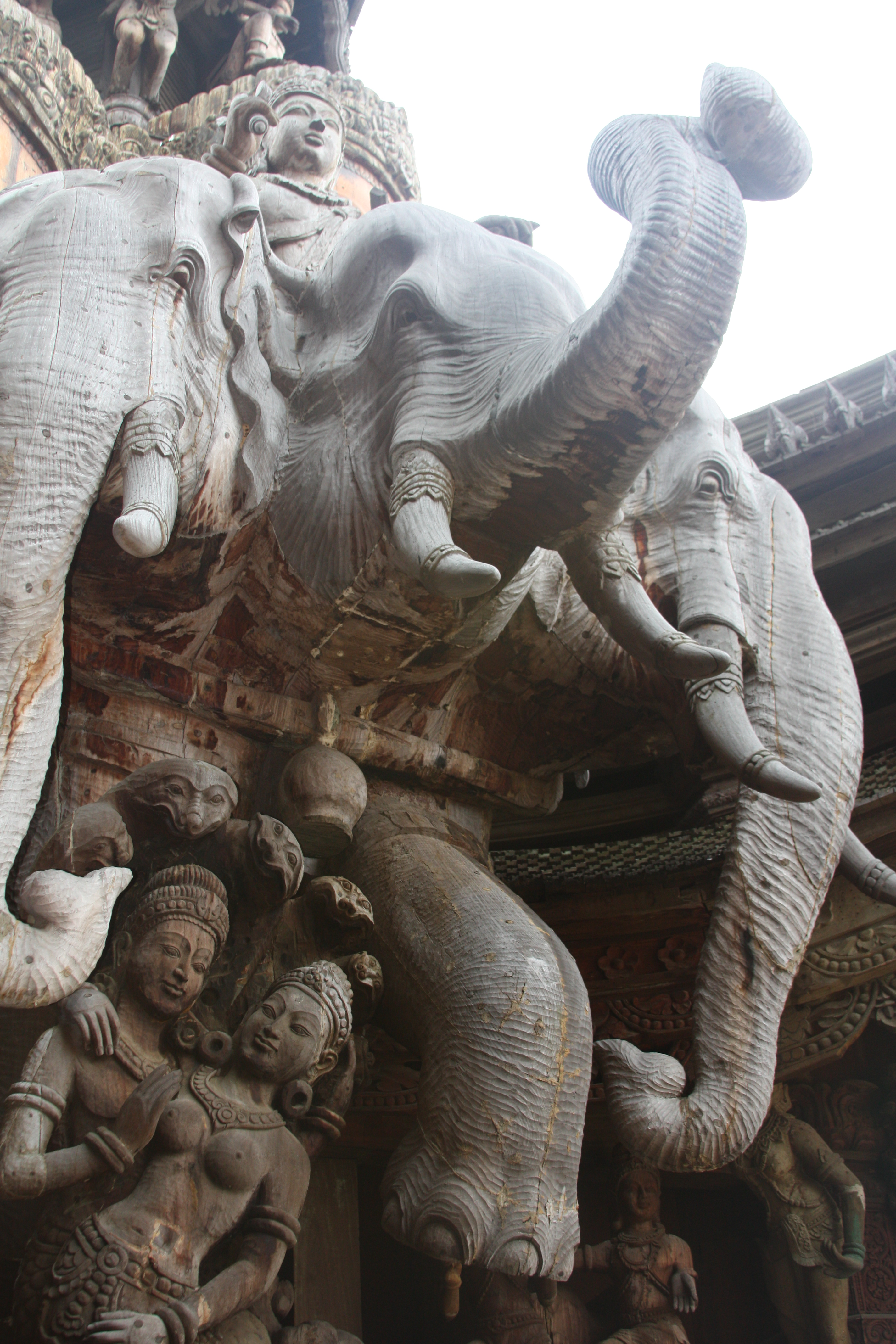